# Żywiak chlebowiec
Żywiak chlebowiec (Stegobium paniceum) – niewielki chrząszcz z rodziny kołatkowatych.

## Wygląd
Żywiak to niewielki ciemnobrązowy, rdzawy lub brunatny chrząszcz. Na pokrywach skrzydeł występują kropki ułożone w podłużne rzędy, oraz drobne owłosienie dwojakiego rodzaju: przylegające i odstające. Dorasta do 2–5 mm długości. Dojrzały żywiak dobrze lata.

## Występowanie
Rozpowszechniony na całym świecie, szczególnie w regionach o cieplejszym klimacie. Występuje także w Polsce, będąc pospolitym gatunkiem, choć uważanym za obcy. W chłodniejszych regionach związany tylko z siedzibami ludzkimi, a w ogóle nie występuje w najbardziej chłodnych rejonach, jak północna Skandynawia.

## Pokarm
Najczęściej odżywia się suchą żywnością gromadzoną przez człowieka. Można go znaleźć w suchym pieczywie, herbacie, przyprawach, ziołach, suszonych grzybach i owocach. Żeruje także na zbiorach bibliotecznych (szkodnik książek) oraz lekach – ang. nazwa żywiaka to "żuk apteczny".

## Rozmnażanie
W ciepłym klimacie mogą występować 2-3 pokolenia rocznie. W klimacie umiarkowanym rozwój trwa około 200 dni, więc rocznie żyje jedno pokolenie. Okres składania jaj trwa trzy tygodnie, a ich suma dochodzi do 100.
Rozwój odbywa się temperaturze 12–35 °C. Samica składa po kilka (2–5) jajeczek w dogodnych miejscach. Larwy wykluwają się po ok. 1–2 tygodniach. Mają barwę białawą, głowę brunatną, są wygięte (w kształcie rogalika). Stadium larwalne trwa ok. 60 dni. Przechodzi przeobrażenie zupełne, stadium poczwarki trwa ok. 15 dni. Masowy wylot dorosłych osobników ma miejsce w czerwcu i lipcu..

## Żywiak jako szkodnik

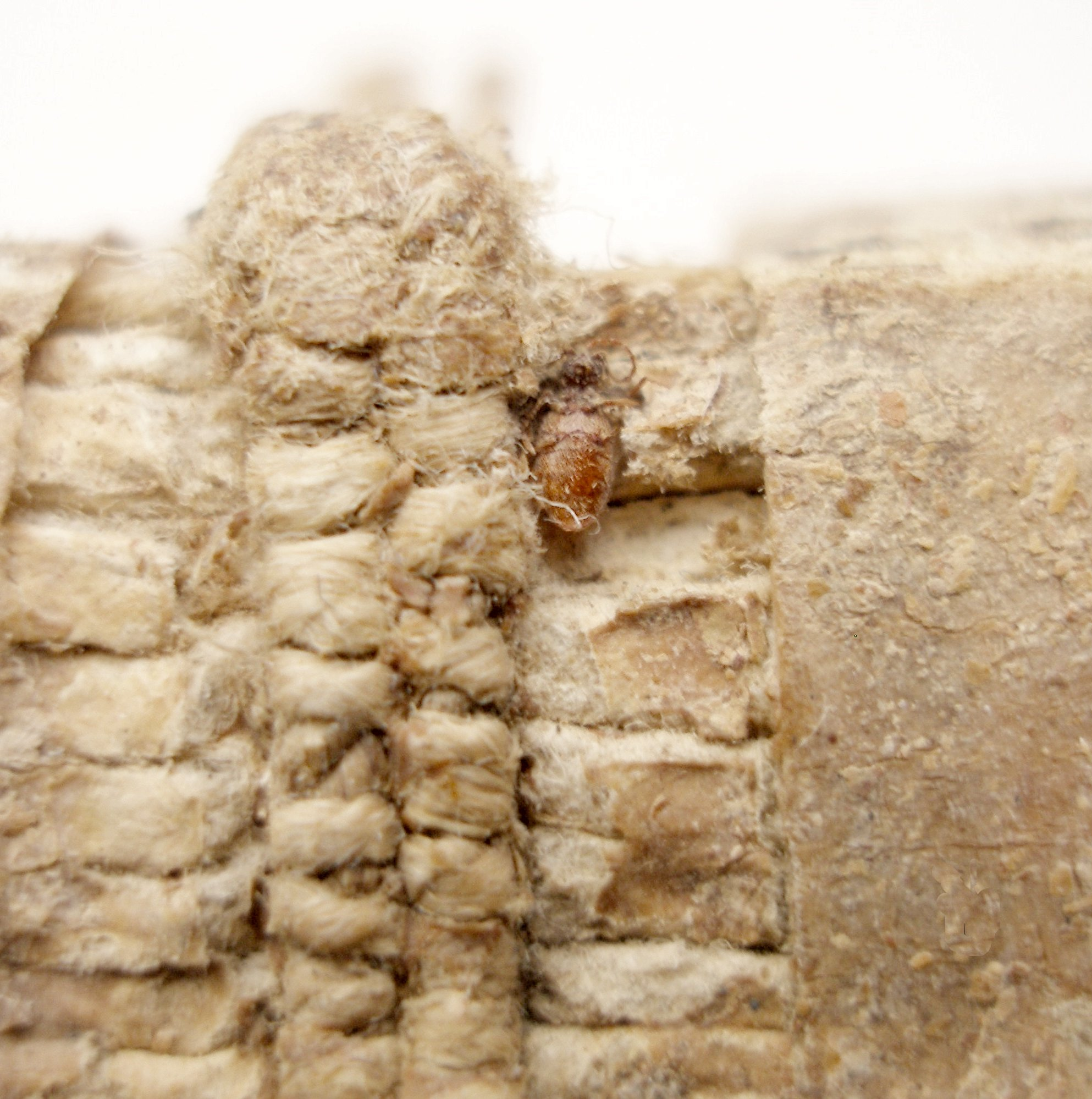
Żywiak z wizytą w bibliotece

Larwy żywiaka to groźny szkodnik wszelkich produktów spożywczych przechowywanych w mieszkaniach i magazynach, także aptecznych czy zielnikowych. Atakuje również zbiory biblioteczne i muzealne, niszcząc silnymi żuwaczkami papier, tekturę, kleje introligatorskie, a nawet skórę. W produktach żywnościowych i książkach buduje nieregularne chodniki, w których żeruje. Zanieczyszcza je odchodami w postaci żółtawego pyłu. Ze względu na ukryty tryb życia larw zwykle późno dostrzega się jego obecność.